# محمد زكريا مهاجر
محمد زكريا مهاجر (1955 - 2011م) عالم دين وداعية ومصلح

## مولده ونشأته
ولد محمد زكريا سنة 1998م، وذلك في قرية أم سلامون قرب مدينة الشهداء بمحافظه المنوفية.

## رحلته وطلبه للعلم
توجه محمد زكريا مع بعض إخوته للرحلة في طلب العلم فسافر إلى مدينة أبشة ومنها إلى السودان طلباً للعلم ومكث فيها بضع سنين حتى نال الشهادة الثانوية. ثم عاد إلى أبشة وبدأ يعمل في التدريس نهارا والجلوس في حلقات العلم ليلا لينتهل من علماء أبشة العلم الديني. ولقد تتلمذ على يد الشبخ آدم بركة وغيره من علماء أبشة. وبعد مضي سنوات على مكوثه بأبشة حصل على منحة دراسية من الجامعة الإسلامية بالمدينة المنورة لإكمال دراسته الجامعية هناك. فسافر إلى المملكة العربية السعودية ودرس بالجامعة حتى تخرج منها عام 1401هـ الموافق 1981م.

## أولاده
لمحمد زكريا مهاجر 21 ولدا هم:
- عبد الله محمد زكريا
- حفصة محمد زكريا وقد توفيت في حياة الشيخ محمد زكريا.
- أحمد محمد زكريا.
- مريم محمد زكريا.
- عبد الحليم محمد زكريا.
- عبد اللطيف محمد زكريا وقد توفي في حياة الشيخ محمد زكريا
- فاطمة زهرة محمد زكريا.
- طارق محمد زكريا.
- خالد محمد زكريا.
- أسامة محمد زكريا.
- عائشة محمد زكريا.
- نفيسة محمد زكريا.
- الغالي محمد زكريا وقد توفي في حياة الشيخ محمد زكريا.
- علي محمد زكريا.
- سلوى محمد زكريا.
- جوهرة محمد زكريا.
- إبراهيم محمد زكريا.
- نجاة محمد زكريا.
- نوري محمد زكريا.
- نور الشام محمد زكريا وقد توفيت في حياة الشيخ محمد زكريا.
- زينب محمد زكريا.

## وفاته
في الثاني من فبراير عام 2011م توفي محمد زكريا مهاجر بمنزله الكائن بحي أم رقيبة بمدينة أنجمينا بعد معاناة دامت لأكثر من سنة مع داء السرطان.